# Novgrad
Novgrad  (bulgare : Новград) est un village du nord de la Bulgarie. Il est situé dans la municipalité de Tsenovo, Oblast de Roussé. La population est de 941 personnes.

## Histoire
La région du village de Novgrad avec son climat favorable, son sol fertile et la proximité des rivières Yantra et Danube attire les colons depuis l'Antiquité. Les matériaux les plus anciens connus sont de l'âge de la pierre et du cuivre (5000-4000 ans av. J.-C.). Pendant l'âge du bronze (2750-1200 av. J.-C.) et l'âge du fer (XIIe et Ier siècles av. J.-C.), la région était habitée par les Thraces. Leur présence est attestée par de nombreuses tombes thraces, poteries, outils et instruments en fer. En 1937, lors de la construction du barrage sur la rivière Studena, 10 haches en bronze ont été trouvées au moulin, qui se trouvent au Musée national d'archéologie.
Le village de Novgrad a été fondé après 1388 par les Bulgares locaux survivants après la destruction par les Ottomans de la forteresse voisine Neokastro (Novakesri). La forteresse a été construite par les Byzantins pendant la domination byzantine, et plus tard avec la restauration de l'État bulgare, elle a été rebaptisée Novgrad. La forteresse était située à 4 km au nord-est du village actuel du mont Calebair, sur la rive gauche de la rivière Yantra. Il a été construit sur un endroit élevé et inaccessible au-dessus de la rivière et son seul côté accessible était à l'est, où il y avait un mur de forteresse et un fossé. La forteresse de Novgrad a été conquise par les Turcs en 1388 lors de la campagne de l'armée de 30 000 hommes d'Ali Pacha au nord des montagnes des Balkans. Enragés par la résistance des défenseurs de la forteresse, les Ottomans tuèrent la plupart de la population et démolirent pratiquement la forteresse jusqu'à ses fondations. Les quelques Bulgares survivants ont construit une nouvelle colonie près de ses ruines, du nom de la forteresse détruite - Novgrad.

### Détachement de monument de Hadji Dimitar et Stefan Karadja
À l'été 1868, les voïvodes Hadji Dimitar et Stefan Karadja dirigent un détachement de près de 130 personnes. L'avant-plan prévoit, après le transfert des terres bulgares, un soulèvement à déclarer et le détachement pour servir de catalyseur à un mouvement de libération générale.
Après les préparatifs préliminaires, les guérilleros se sont rassemblés dans le village roumain de Petrushan, ont déménagé sur une petite île sur le Danube, et de là, le 18 juillet, avec un navire fermé, ont atteint la côte bulgare. Le point de passage est à l'ouest de l'embouchure de la rivière Yantra au Bostan Coria, près de la région de Yankovo Garlo. A cette époque, le terrain environnant était une plaine marécageuse envahie de roseaux, qui au sud se confond avec la vallée de la rivière Studena. Comme ils ont été remarqués par les Turcs lors du débarquement, les voïvodes ont tenu un conseil militaire, au cours duquel il a été décidé de ne pas déclarer un soulèvement, mais de couper le télégraphe entre Ruse et Svishtov, et d'atteindre les Balkans le plus tôt possible. De là commence leur bataille d'abnégation, qui a traversé des batailles à Karaisen, Karapanova koria, Vishovgrad, Kanladere, Buzludzha.
A l'occasion du 100e anniversaire de ces grands événements, en 1968 un grand obélisque a été dévoilé à l'endroit où le détachement a posé le pied sur la côte bulgare.

### Monastères de roche
Les monastères de roche à l'intérieur des frontières de la Bulgarie d'aujourd'hui sont apparus avant même l'établissement du premier royaume bulgare, ont repris leur existence après l'adoption du christianisme comme religion officielle de la Bulgarie en 864 et ont atteint sa plus grande diffusion au cours du deuxième État bulgare (XIIe et XIVe siècles)
On peut voir ici des monastères rocheux le long du cours inférieur de la rivière Yantra, près de l'entrée de la grotte "Peninata Dupka" et à la périphérie nord du village de Belyanovo. Les niches naturelles de la couronne de roche ont été utilisées, qui ont été affinées pour créer un temple de prière ou une cellule monastique. Dans l'église rupestre de Belyanovo, il y a des dépressions auxquelles l'iconostase était attachée, le long des murs de la nef, il y a des bancs sculptés, et jusqu'à il y a quelques décennies, il y avait des sections partiellement préservées des fresques au plafond.
Il est difficile de déterminer le moment de leur apparition. Elle peut être recherchée dans les besoins des chrétiens nouvellement convertis de leur propre église (XIXe siècle), mais peut aussi être du temps du deuxième royaume. Il est possible que leur apparition soit liée à la propagation de l'hésychasme au XIVe siècle - alors il a été admis comme doctrine religieuse par l'Église orthodoxe bulgare. Les moines hésychastes, adeptes des idées de l'époque du christianisme primitif, recherchaient l'unité entre l'homme et Dieu par le silence, l'humilité, le jeûne et la prière. Les grottes rocheuses et les niches le long de la rivière Yantra offrent une solitude aux ascètes en quête de croissance spirituelle.

## Monument à Lénine
Au centre du village se trouve le seul monument de Lénine conservé en entier en Bulgarie. Il a été construit avec l'argent des paysans, dont beaucoup ont honoré le chef communiste.

## Croix de Markov
La croix de la marque est située sur la rive gauche de la rivière Yantra, près du village de Dzhulyunitsa. Il est situé haut dans les rochers et est une croix sculptée dans une base pré-nivelée. Certains associent son apparition aux activités de Deli Marco et à de véritables événements historiques qui ont remonté le moral des Bulgares asservis. À la fin du XVIe siècle, la guerre austro-turque a commencé, au cours de laquelle la Valachie, la Moldavie et la Transylvanie ont rejoint les Autrichiens. Au sud du Danube, un grand détachement de cavalerie dirigé par Deli Marko et Baba Novak a agi à l'unisson avec le dirigeant valaque Michael le Brave. D'autres associent la croix de marque aux exploits du roi Marc. Au fil du temps, il y avait une continuité entre les personnages du même nom et a commencé à dominer le héros épique le plus populaire - le roi Marco.
Les habitants racontent des légendes, dont celle-ci: «Les Turcs ont enlevé de jeunes filles bulgares. Le roi Marco les a libérés, mais alors qu'il se battait pour leur liberté, il a coupé le rocher et la croix de marque s'est formée.

### La libération de la région Novgrad en 1877
Les Bulgares des villages en aval de la rivière Yantra ont eu la chance de rencontrer la liberté au tout début de la guerre. Le 15 (27) juin 1877, dans la région de la ville de Svishtov, l'armée russe a exécuté avec succès le forçage principal du Danube. Trois détachements sont organisés, dont le plus important (Ruschushki) s'avance vers l'est et ses parties avant occupent des positions le 24 juin (6 juillet) près du village de Novgrad.
Dans les jours suivants, les villages environnants ont été libérés, un pont flottant a été construit sur la rivière Yantra, le long duquel les Russes ont continué leur avance vers le quadrilatère fortifié par les Turcs Ruse - Silistra - Varna - Shumen.
Une grande partie de la population locale est au service de l'armée russe. Avec leurs charrettes, les villageois transportent des soldats blessés et malades vers les hôpitaux militaires des villages de Tsenovo et Dzhulyunitsa, et transportent de la nourriture et des munitions.

## Institutions publiques
L'école a été fondée en 1872. En 1972, le 100e anniversaire a été célébré et il a reçu l'Ordre de Cyrille et Méthode, deuxième degré. Maintenant, les enfants des villages de Novgrad, Krivina, Dzhulyunitsa et Belyanovo étudient à l'école. Il y a aussi un centre communautaire dans le village.

## Événements réguliers
La foire du village a lieu le premier dimanche de novembre.